# Mr. Sandman (Blind Guardian)
Mr. Sandman je drugi singl njemačkog power metal sastava Blind Guardian. Izdan je 1996. godine.

## Popis pjesama
1. Mr. Sandman (2:11)
2. Bright eyes (Edit version) (4:04)
3. Hallelujah (3:18)
4. Imaginations From The Other side (Demo version) (7:13)
5. The Script For My Requiem (7:01)

## Osoblje
Blind Guardian
- Hansi Kürsch - vokali i bas-gitara
- André Olbrich - glavna gitara i prateći vokali
- Marcus Siepen - ritam gitara i prateći vokali
- Thomas Stauch - bubnjevi

Ostalo osoblje
- Flemming Rasmussen - producent
- Andreas Marschall - omot albuma